# 西出克巳
西出 克巳（にしで かつみ、1994年4月30日 - ）は、石川県金沢市出身のハンドボール選手。日本ハンドボールリーグのトヨタ自動車東日本所属。

## 経歴
金沢市立工業高等学校時代は2010年に日本代表U-16に選出。
2012年は第5回男子ユースアジア選手権の日本代表U-19に選ばれた。
高校卒業後は日本体育大学へ進学。2013年は第5回男子ユース世界選手権の日本代表U-19に選出された。
2014年は第14回男子ジュニアアジア選手権の日本代表U-21に選出。
2015年は第20回男子ジュニア世界選手権の日本代表U-21に選ばれた。
2017年2月に日本ハンドボールリーグのトヨタ自動車東日本へ加入。

## 詳細情報

### 年度別成績
| 年       | チーム             | 試合 | FS 阻止 | 率   | 7m 阻止 | 率   |
| -------- | ------------------ | ---- | ------- | ---- | ------- | ---- |
| 2016-17  | トヨタ自動車東日本 | 0    | -       | -    | -       | -    |
| 2017-18  | トヨタ自動車東日本 | 24   | 7/35    | .200 | 5/18    | .278 |
| 2018-19  | トヨタ自動車東日本 | 24   | 23/78   | .295 | 9/53    | .170 |
| JHL：3年 | JHL：3年           | 48   | 30/113  | .265 | 14/71   | .197 |

- 各年度の太字はリーグ最高

### 背番号
- 16 (2017年 - )

## 代表歴

### 日本代表U-21
- ジュニア世界選手権 (2015年)
- ジュニアアジア選手権 (2014年)

### 日本代表U-19
- ユースアジア選手権 (2012年)

### 日本代表U-16
- 日韓スポーツ交流 (2010年)